# Famille Byron
Pour les articles homonymes, voir Byron.
La famille Byron est une famille de la noblesse britannique. Elle est notamment célèbre grâce au poète et dandy Lord Byron, et à sa fille la pionnière de l'informatique Ada Lovelace. La famille compte des pairs et Barons d'Angleterre dès le milieu du XVIIe siècle.
La famille Byron compte de nombreux officiers généraux dans la Royal Navy.

## Histoire
Au Moyen Âge, la famille Byron acquit de vastes terres dans le Lancashire. Ils obtiennent Colwick Hall par mariage et leur principal siège dans le Nottinghamshire à Newstead grâce à une concession par Henry VIII des terres de l'abbaye dissoute en 1540 .
Ralph de Buran (fl.1086) semble avoir été le plus ancien ancêtre connu de la famille Byron. À la fin des années 1200, Sir John Byron (1270-1316) a été le premier à utiliser le nom de famille Byron plutôt que de Burun.
L'histoire de la famille commence véritablement avec Sir Richard Byron, de Byron et Clayton dans le Lancashire, qui avait représenté le Nottinghamshire au Parlement, dont le fils Sir John Byron a été récompensé pour ses services à Henry VIII qui lui offrit le domaine et l'abbaye de Newstead dans le Nottinghamshire .
Le titre de Baron Byron, de Rochdale dans le comté palatin de Lancaster, est un titre dans la pairie d'Angleterre. Il a été créé en 1643 par lettres patentes pour John Byron, 1er baron Byron, homme politique, pair et partisan de Charles Ier pendant la guerre civile anglaise, fils de Sir Richard Byron .
Le titre de baron est le premier degré des pairies d'Angleterre, d'Irlande, de Grande-Bretagne et du Royaume-Uni. On s'adresse à lui par "Lord" et ses enfants reçoivent le titre de Honorable, abrégé en Hon. Au sein de la noblesse britannique, les pairies rassemblent la haute noblesse tandis que la Landed gentry regroupe la petite noblesse .

## Membres de la famille
La généalogie complète et l'histoire de la famille Byron sont données dans l'ouvrage "The House of Byron: A History of the Family from the Norman Conquest, 1066-1988" livre publié en 1988 par Violet Walker  et Margaret J. Howell
- John Byron (1er baron Byron) (1599 - 1652) chevalier (KB), chambellan, homme politique, officier, haut shérif du Nottinghamshire, lieutenant de la tour de Londres.
- Richard Byron (2e baron Byron) (1606 - 1679), officier et partisan de Charles Ier pendant la guerre civile anglaise.
- William Byron (3e baron Byron) (1636 - 1695), pair, politicien et poète anglais.
- William Byron (4e baron Byron) (1669 - 1736), gentilhomme de la chambre du prince George du Danemark.
- John Byron (1723 - 1786), Vice-amiral dans la Royal Navy.
- John Byron (officier) (1756 - 1791), capitaine dans les Coldstream Guards et écrivain.
- Lord Byron, 6e baron Byron (1788 - 1824), poète britannique illustre.
- Augusta Leigh, demi-sœur de Lord Byron.
- Anne Isabella Milbanke, 11e baronne Wentworth et baronne Byron, épouse de Lord Byron.
- Ada Lovelace, comtesse de Lovelace, née Ada Byron, fille de Lord Byron et pionnière de la science informatique.
- Allegra Byron, fille (illégitime) de Lord Byron.
- Elisabeth Médora Leigh-Byron, fille de Lord Byron et de sa demi-sœur Augusta Leigh.
- Anne Blunt, 15e baronne Wentworth, fille de William King, 1er comte de Lovelace et de Ada Lovelace et petite-fille de Lord Byron.
- Judith Blunt-Lytton, 16e baronne de Wentworth, arrière-petite-fille du poète Lord Byron.
- Robert Byron (13e baron Byron), pair, homme politique et avocat.

### Hommages
- Un cratère a été appelé Byron sur la surface de Vénus, et un autre, Byron 3306, sur celle d'un astéroïde de Mercure.
- Une grotte de Porto Venere est dédiée au souvenir de Lord Byron.
- La Coppa Byron (Coupe Byron) est une manifestation sportive de 7,5 km de Porto Venere à San Terenzo (it) (ou à Lerici) se déroulant fin août, comprenant la traversée à la nage du golfe de la Spezia, créée en 1949 par l’industriel italien Jean-Baptiste Bibolini, en hommage à Lord Byron qui avait effectué cette traversée en 1822[6]
- La terrasse inférieure de la Cascade des Marmore, à Terni en Italie, que Lord Byron a chantée dans Childe Harold, est appelée Esplanade Byron : sur un rocher figure une plaque où est inscrit le texte de son poème.
- La Grèce a décidé en octobre 2008 que le 19 avril, jour de la mort de Lord Byron, deviendrait une journée nationale de commémoration en son honneur[7].
- Des rues "Lord-Byron" existent en hommage au poète notamment dans le 8e arrondissement de Paris, à Tours, à Cannes, sur l'île de Malte, à Leicester ou sur l'île de Chypre.
- La ville Byron Bay en Australie doit son nom au Cap Byron appelé ainsi par le capitaine James Cook en l'honneur du navigateur John Byron, grand-père du poète Lord Byron.
- Un monument est dédié à Lord Byron dans le Jardin des Héros à Missolonghi.
- Une statue fut érigée en l'honneur du poète à Athènes [8].
- Un portrait de Byron en costume albanais par Thomas Phillips est exposé à la National Gallery de Londres.
- Un hôtel à Paris dans le 8e arrondissement au 5, rue Chateaubriand a été nommé Hôtel Lord Byron  [9].